# Салангана датайська
Саланга́на датайська (Aerodramus whiteheadi) — вид серпокрильцеподібних птахів родини серпокрильцевих (Apodidae). Ендемік Філіппін. Вид названий на честь британського натураліста Джона Вайтгеда.

## Опис
Довжина птаха становить 13-14 см, вага 14 г. Верхня частина тіла і боки чорнувато-коричневі, надхвістя світліше. Нижня частина тіла блідо-коричнева. Над очима широкі світлі "брови". Хвіст виїмчастий з глибоким розрізом. Лапи неоперені. Дзьоб чорний, райдужки темно-коричневі. лапи чорнуваті. Представники підвиду A. w. origenis є більш темні, ніж представники номінативного підвиду, верхня частина тіла, особливо крила і хвіст, у них мають фіолетовий відблиск.

## Підвиди
Виділяють три підвиди:
- A. w. whiteheadi (Ogilvie-Grant, 1895) — схили гори Дата[en] на півночі острова Лусон;
- A. w. origenis (Oberholser, 1906) — схили гір Апо, Кітанглад[en] і Матутум[en] на острові Мінданао.

## Поширення і екологія
Датайські салангани живуть в гірських тропічних лісах, на висоті понад 1200 м над рівнем моря. Ймовірно, гніздяться в печерах, серед скель і в дуплах дерев. Живляться комахами, яких ловлять в польоті.